# 978년

## 연호
- 북송(北宋) 태평흥국(太平興國) 3년
- 요(遼) 보녕(保寧) 10년
- 일본(日本) 조겐(貞元) 3년 / 덴겐(天元) 원년
- 북한(北漢) 광운(廣運) 5년
- 딘 왕조(丁朝) 타이빈(太平) 9년

## 기년
- 북송(北宋) 태종(太宗) 3년
- 요(遼) 경종(景宗) 10년
- 고려(高麗) 경종(景宗) 3년
- 딘 왕조(丁朝) 선제(先帝) 11년

## 사건
- 신라 마지막 왕 경순왕이 세상을 떠나자 왕이 제사를 지냄.

## 사망
- 5월 18일 - 신라(新羅) 56대 왕 경순왕(敬順王)(음력 4월 4일)